# 春日局
春日局／斎藤福（かすが の つぼね／さいとう ふく、天正7年〈1579年〉 - 寛永20年9月14日〈1643年10月26日〉）は、安土桃山時代から江戸時代前期の江戸幕府3代将軍・徳川家光の乳母。「春日局」とは朝廷から賜った称号である。
父は美濃国の名族斎藤氏（美濃守護代）の一族で明智光秀の重臣であった斎藤利三、母は稲葉良通（一鉄）の娘である稲葉安、又は稲葉一鉄の姉の娘・於阿牟、養父は稲葉重通。稲葉正成の妻で、正勝・正定・正利の母。養子に堀田正俊。
江戸城大奥の礎を築いた人物であり、松平信綱・柳生宗矩と共に家光を支えた「鼎の脚」の一人に数えられた。また、朝廷との交渉の前面に立つ等、徳川政権の安定化に寄与した。

## 生涯

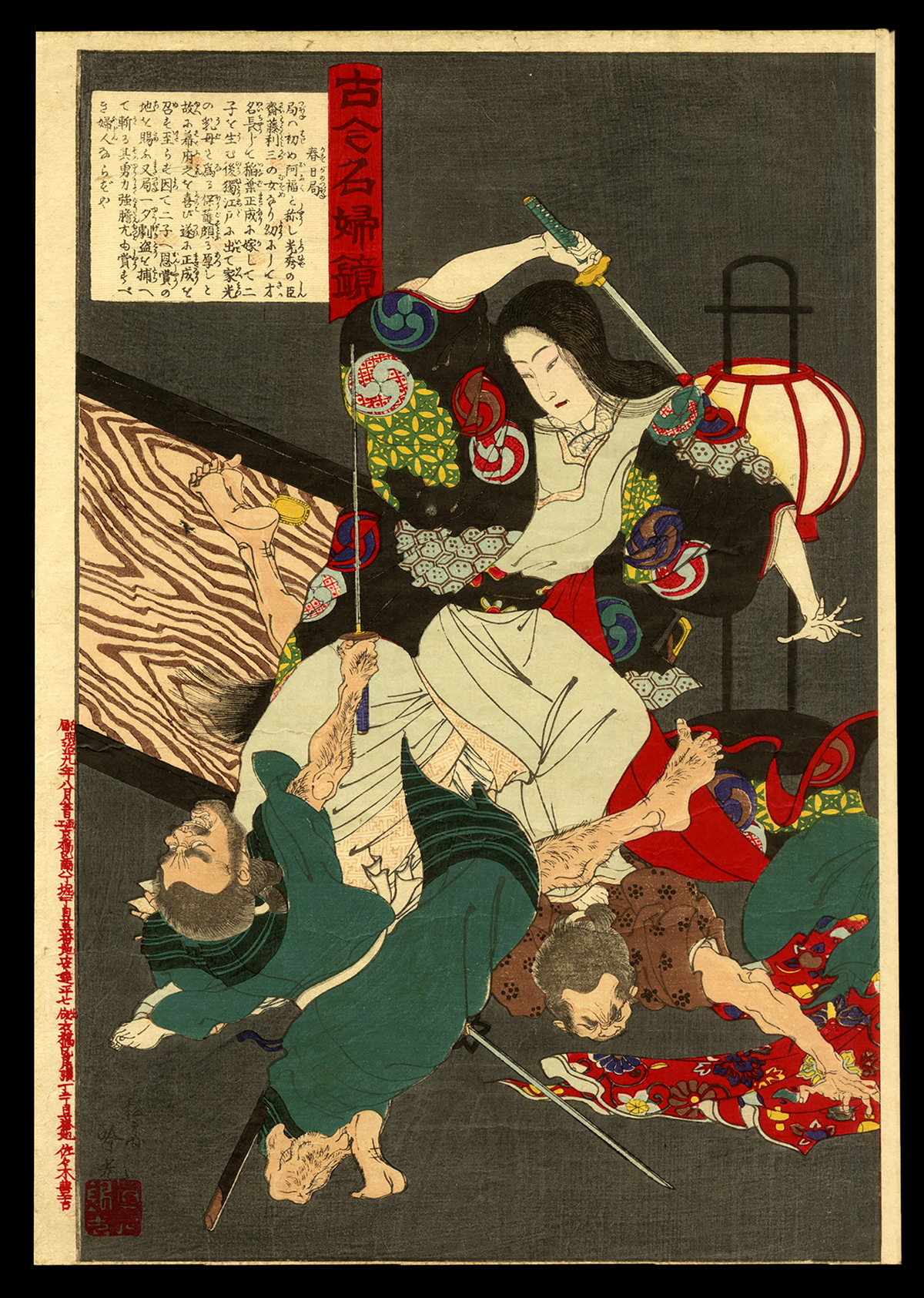
『古今名婦鏡』より、強盗と戦う春日局（安達吟光画、1880年頃）

### 幼少期から稲葉正成の妻となるまで
斎藤氏は美濃守護代を代々務めた武家の名門だった。福の実家の斎藤家も、この一門である。守護代斎藤氏が滅びると、一門であった斎藤家は明智氏に仕官した。福は、父・斎藤利三の所領のあった丹波国の黒井城下館（現・兵庫県丹波市春日町黒井の興禅寺）で生まれる。丹波は明智光秀の所領であり、利三は家臣として丹波国内に光秀から領地を与えられていた。
光秀の居城を守護するため、福知山城近郊の要衝である黒井城を与えられ、氷上郡全域を守護していたものと思われる。福は黒井城の平常時の住居である下館（現興禅寺）で生まれたとされている。
福は城主の姫として、幼少期を過ごした。
その後、父は光秀に従い、ともに本能寺の変で織田信長を討つが、羽柴秀吉に山崎の戦いで敗戦し帰城後に坂本城下の近江国堅田で捕らえられて処刑され、他の兄弟は落ち武者となって各地を流浪していたと考えられている。
福は母方の実家である稲葉家に引取られ、成人するまで美濃の清水城で過ごしたとみられ、母方の親戚に当たる京都の公卿三条西公国に養育された。これによって、公家の素養である歌道・書道・香道等の教養を身につけることができた。
その後、伯父の稲葉重通の養女となり、稲葉氏の縁者で小早川秀秋の家臣である稲葉正成の後妻となる。正成は関ヶ原の戦いにおいて、平岡頼勝と共に主君・秀秋を説得して小早川軍を東軍に寝返らせ、徳川家康を勝利に導いた功労者であった。

### 家光の乳母へ
福は、将軍家の乳母へあがるため、夫の正成と離婚する形をとった。慶長9年（1604年）に2代将軍・徳川秀忠の嫡子・竹千代（後の家光）の乳母に正式に任命される。このとき選考にあたり、福の家柄及び公家の教養と、夫・正成の戦功が評価されたといわれている。息子の稲葉正勝も家光の小姓に取り立てられ、元和9年（1623年）に老中に就任、寛永9年（1632年）には相模国小田原藩主となった。

### 将軍様御局
家光の将軍就任に伴い、「将軍様御局」として大御台所・お江与の方の下で大奥の公務を取り仕切るようになる。寛永3年（1626年）のお江与の没後からは、家光の側室探しに尽力し、伊勢慶光院の院主であったお万や、お蘭（お楽の方）、お振、お夏、お玉、お里佐、おまさなどを次々と奥入りさせた。また、大奥の役職や法度などを整理・拡充するなど、大奥を構造的に整備した。将軍の権威を背景に老中をも上回る実質的な権力を握る。

### 「春日局」が下賜される
寛永6年（1629年）には、家光の疱瘡治癒祈願のため伊勢神宮に参拝し、そのまま10月には上洛して御所への昇殿を図る。しかし無位無官の武家の娘という身分のままでは御所に昇殿するための資格を欠くため、血族であり（福は三条西公条の玄孫になる）、育ての親でもある三条西公国の養女になろうとしたが、既に他界していたため、やむをえずその息子・三条西実条と猶妹の縁組をし、公卿三条西家（藤原氏）の娘となり参内する資格を得、三条西　藤原福子として同年10月10日、後水尾天皇や中宮和子に拝謁、従三位の位階と「春日局」の名号、及び天酌御盃をも賜る。その後、寛永9年（1632年）7月20日の再上洛の際に従二位に昇叙し、緋袴着用の許しを得て、再度天酌御盃も賜わる。よって二位局とも称され、同じ従二位の平時子や北条政子に比肩する位階となる。
寛永11年（1634年）に正勝に先立たれ、幼少の孫正則を養育、後に兄の斎藤利宗が後見人を務めた。寛永12年（1635年）には家光の上意で義理の曾孫の堀田正俊を養子に迎えた。

### 死去

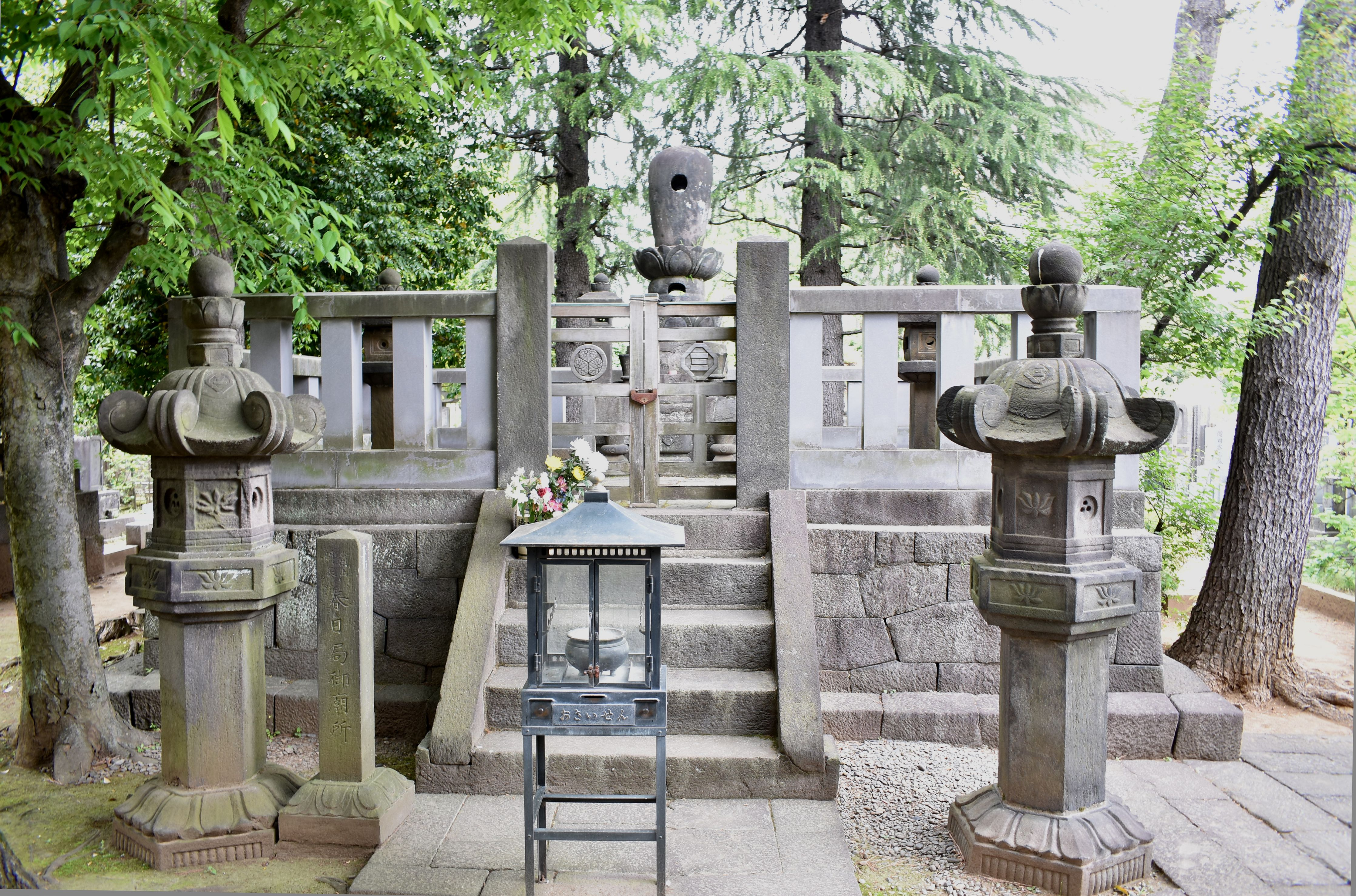
麟祥院にある「春日局の墓」（2019年4月29日撮影）

寛永20年（1643年）9月14日に死去、享年64。辞世の句は「西に入る 月を誘い 法をへて 今日ぞ火宅を逃れけるかな」。法号は麟祥院殿仁淵了義尼大姉。墓所は東京都文京区の麟祥院、神奈川県小田原市の紹太寺、京都市の金戒光明寺および妙心寺の塔頭麟祥院。
死去の直前に当たる9月10日、家光は稲葉正則の娘（3歳）と堀田正俊の婚約、正則の妹と酒井忠能の婚約を発表した。この上意は新興譜代大名である稲葉氏と堀田氏を門閥譜代大名の酒井氏と結びつける意図があった。以後正則・正俊はそれぞれ幕閣に登用され、老中・大老に就任、幕政に参加した。

## 人物
- 家光死後の貞享3年（1686年）に成立した『春日局略譜』によれば、徳川秀忠・江夫妻が竹千代の実弟・国松（徳川忠長）を溺愛している様子を憂慮し、自害しようとした家光を諌め、元和元年（1615年）、駿府にいた大御所・家康に竹千代の世継を確定させるように直訴したとされる。この直訴はその時は失敗し、後に家康が江戸城を訪れた時にその江の溺愛ぶりを見て考え直した、という説もある[8][9]。

- 幼少の家光の疱瘡平癒を祈願して、自らは以降一切の薬断ちをしたという。最晩年に病臥した際も治療を頑なに断ったため、彼女の身を案じた家光により、薬と共に柳営御物（徳川将軍家所蔵の名物茶道具類）の中でも最高級の品である曜変天目茶碗を下賜され、将軍自ら服薬させたという。春日局はこれに感涙したものの、口に含んだ薬を密かに袖下へ吐き戻したとされる。この時賜った曜変天目茶碗（稲葉天目）は、彼女の死後子孫である淀藩主稲葉家に代々伝わり、現在は国宝として静嘉堂文庫に所蔵されている。

- 『徳川実紀』には春日局の人物評として「この局が忠節のことども。よに伝ふること多けれども。まことしからぬことのみ多く伝へて。益なきに似たり｣とある。

- 江との対立として伝えられる事件としては、江に対抗意識を燃やして家康に訴えたことや、そのために駿府まで走っていったことは江戸時代の創作であると考えるのが近年では通説である。同様に、夫の浮気に怒って相手を殺して家を飛び出したこと、後水尾天皇に譲位を迫った（実際は譲位をしないように働きかけたのだが、さほど身分も高くない春日局がでしゃばったことに天皇が怒り、譲位を強行した）ことも創作であるとされる[1]。

- 狩野探幽筆の肖像画が麟祥院に所蔵されている。

- 2012年、西本願寺で春日局の直筆の手紙が見つかる。自分の奉公人の母が西本願寺にいると知り、自ら筆を執り良如に「（部下を）母親に会わせ、西本願寺で奉公させてもらえたら大変ありがたい」と頼んでいる。彼女の優しさや母性が垣間見える貴重な史料とされている[10]。

- 老中井上正就の嫡子の正利の縁談に春日局が介入し、結果、恨みを持った人物[注釈 3]により正就は江戸城内で殺害された。江戸城内における刃傷事件の初例の原因は、春日局の権勢による圧力の結果である[注釈 4]。

## 異説
- 将軍家の乳母に登用された経緯には、京都所司代板倉勝重が一般公募した話などが伝えられる。あるいは、秀忠の正室・江の侍女である民部卿局の仲介で乳母となったともされる。また、家康の手が付いていたという見方もある。乳母に過ぎない身分の者[注釈 5]が将軍世継ぎ問題で家康に直訴したとしても、通常家康が会うとは考えにくいとして、お福がかつて愛妾の一人であったとする説もあるが、定かではない。映画『女帝 春日局』（1990年）はこの異説で描かれている。
- 春日局は通説では徳川家光の乳母であるが、小説家の八切止夫は春日局が家光の生母という説を立てている。江戸城で徳川将軍家の蔵書を保管した紅葉山文庫に伝来する『松のさかえ』のなかの「東照宮御文の写し」の末尾に、「秀忠公御嫡男　竹千代君　御腹　春日局　三世将軍家光公也、」とある[11]。歴史学者の福田千鶴も、家光の姉である初姫の実際の誕生を慶長8年7月とした上で、正室・江がちょうど1年後に家光を生むのは不可能ではないが当時の医学では厳しいとして家光の生母を江以外の秀忠の妻妾と推定し、状況的に春日局しかいないと推定する[12]。

## 縁故により出世した人たち
- 春日局が参内できるよう画策した三条西実条は、後に朝廷から武家伝奏に任じられ、最終的には右大臣になった。子孫の玄長は、幕府に高家肝煎として迎えられた。その際、縁のあった武家名字「前田」を名乗った。
- 春日局が強く望んで大奥入りさせられたお万の方は、三条西家の同僚の和歌の家である六条家の娘である。後に彼女の弟・氏豊も幕府から高家として迎えられ、その際にこちらも縁のあった武家名字「戸田」を名乗った。
- 離縁した稲葉家の再興にも尽力し、浪人していた元夫の稲葉正成は松平忠昌の家老として召し出され、のち大名に取り立てられた。家光の小姓から老中に出世した者は多いが、その中には春日局の縁者も多い。特に実子である稲葉正勝と義理の孫に当たる堀田正盛が著名である。
- 姪・祖心尼とその夫・町野幸和が蒲生氏改易に伴い浪人した際には、祖心尼を自分の補佐として出仕させ、また祖心尼の外孫・お振を大奥に入れた。お振は家光の側室となり千代姫を産んでいる。幸和も幕府直参旗本として取り立てられた。
- 海北友雪:海北友雪の父・友松は春日局の父・斎藤利三が山崎の戦いで敗死すると、利三一家を厚く庇護したことがあった。そのことより春日局の推挙で徳川家光に召し出され、その御用を仰せ付けられた。
- 斎藤利宗：春日局の実兄。明智家滅亡後は、加藤清正に仕えていたが、後に徳川家光に5千石の旗本として、取り立てられた。

## 関連作品
小説
- 春日局（堀和久・著）
- 春日局（杉本苑子・著）
- 徳川の夫人たち（吉屋信子・著）
- 火宅の女 －春日局－（平岩弓枝・著）
- 小説 春日局（北原亞以子・著）
- 江戸の鼓 －春日局の生涯－（澤田ふじ子・著）
- 破談変異 (松本清張・著)

漫画
- 春日局 けふぞ火宅を（池田理代子）
- 春日局―将軍家光の乳母〔学研まんが人物日本史 江戸時代（前期）〕（さかぐち直美）
- 春日局〔学研まんが伝記シリーズ〕（佐々木みすず）
- 春日の局（三浦みつる）[13]

映画
春日局が主人公の映画
- 女帝 春日局（1990年・東映、演：十朱幸代）

春日局が登場する映画
- 大奥 百花繚乱（2008年・エスピーオー、演：小林かおり）

テレビドラマ
春日局が主人公のテレビドラマ
- 徳川の女たち 第一部 華麗春日局（1980年、フジテレビライオン奥様劇場、松尾嘉代）
- 春日局[14]（1989年、NHK大河ドラマ、演：安間千紘→尾羽智加子→大原麗子）
- 大奥 第一章（2004年～2005年、フジテレビ木曜劇場、演：山田夏海→松下由樹）

春日局が登場するテレビドラマ
- 江戸を斬る 梓右近隠密帳 第18話（1974年・ナショナル劇場、演：北城真記子）
- 天下御免の頑固おやじ 大久保彦左衛門（1982年、TBS、演：岸田今日子）
- 大奥（1983年・関西テレビ、演：大谷直子→渡辺美佐子）
- 将軍家光忍び旅シリーズ（テレビ朝日・東映、演：三ツ矢歌子）
- 遊の人-天下の御意見番 大久保彦左衛門-（1991年、TBS、演：藤間紫）
- 葵 徳川三代（2000年、NHK大河ドラマ、演：樹木希林）
- 江〜姫たちの戦国〜（2011年、NHK大河ドラマ、演：富田靖子）
- 大奥〜誕生［有功・家光篇］（2012年、TBS、演：麻生祐未）
- どうする家康（2023年、NHK大河ドラマ、演：寺島しのぶ）
- 大奥（2023年、NHKドラマ10、演：斉藤由貴）

舞台
- 春日局（1989年12月、帝国劇場、演：佐久間良子、原作・脚本：橋田寿賀子、演出：石井ふく子）
  - 春日局（再演、2015年1月2日 - 23日、明治座新春特別公演、演：高島礼子）